# Xã Jackson, Quận Owen, Indiana
Xã Jackson (tiếng Anh: Jackson Township) là một xã thuộc quận Owen, tiểu bang Indiana, Hoa Kỳ. Năm 2010, dân số của xã này là 1.735 người.